# 接口控制文件
系统工程和软件工程中的接口控制文件（Interface control document，ICD）是一個記錄项目內所有接口信息的文檔。接口控制文件提供了接口的具體细节并闡述子系统之间或子系统与系統之間的接口。